# Grand Theft Auto: London 1961
Grand Theft Auto Mission Pack #2: London, 1961 (обычно упоминается как Grand Theft Auto: London 1961, сокращённо — GTA: London '61) — дополнение для Grand Theft Auto: London 1969 и второй аддон к оригинальной компьютерной игре Grand Theft Auto. Дополнение разработано Rockstar Canada, при участии DMA Design и выпущено Rockstar Games, 1 июля 1999 года.
Grand Theft Auto: London 1961 в отличие от London 1969, доступна только для операционной системы Windows и распространяется как бесплатное программное обеспечение, путём скачивания установочного файла весом 6,83 Мбайт с официального сайта. Дополнение требует наличия лицензионной копии GTA: London 1969, которая в свою очередь нуждается в оригинальной игре Grand Theft Auto. Дополнение может быть запущено только со стандартным CD-диском GTA: London 1969 и не работает с версией входящей в сборник Grand Theft Auto: The Classics Collection.

## Игровой процесс
Grand Theft Auto: London 1961 являлась двухмерной компьютерной игрой в жанре приключенческого боевика с видом сверху в открытом мире. Действие игры происходит в Лондоне, Великобритания в 1961 году, за восемь лет до начала событий Grand Theft Auto: London 1969 и является приквелом к ней. Хронологически, время действия игры является наиболее ранним по сравнению с другими играми серии Grand Theft Auto. Дополнения серии GTA: London являются единственными играми серии, действия которых происходят в реально существующих городах, а также имеющих общих главных героев и местом действия за пределами США. GTA: London 1961 включает в себя новые миссии, 22 транспортных средств, диалоги, кат-сцену и расширяет мультиплеерную составляющую оригинальной игры и первого дополнения, добавляя новые гонки, испытания и карту для режима Deathmatch, основанную на Манчестере.
Так как Grand Theft Auto: London 1961, это дополнение к Grand Theft Auto: London 1969, игровой процесс практически идентичен первому дополнению и оригинальной игре. Однако GTA: London 1961 имеет и некоторые новые возможности, так в ней впервые в серии появилась возможность стрельбы прямо из машины (эта возможность активируется в виде бонуса). Гаражи с установкой бомб на автомобиль из оригинальной GTA и GTA: London 1969, были заменены на магазины для установки дополнительной брони на транспортные средство игрока, что повышает их устойчивость к урону. Существует также функция, значительно увеличивающая скорость автомобиля, аналогично системы закиси азота из последующих игр серии.

## Разработка
| Системные требования | Системные требования                                | Системные требования                                |
| -------------------- | --------------------------------------------------- | --------------------------------------------------- |
|                      | Минимальные                                         | Рекомендуемые                                       |
| Wintel               |                                                     |                                                     |
| ОС                   | Windows 95, Windows 98 или MS-DOS версии 6.0 и выше | Windows 95, Windows 98 или MS-DOS версии 6.0 и выше |
| ЦПУ                  | Pentium с 75 МГц                                    | Pentium с 166 МГц                                   |
| Объём ОЗУ            | 16 МБ                                               | 16 МБ                                               |
| Место на диске       | 80 МБ                                               | 80 МБ                                               |
| Видеокарта           | VESA-совместимая SVGA видеокарта с 1 МБ памяти      | VESA-совместимая SVGA видеокарта с 2 МБ памяти      |
| Звуковая плата       | Звуковая карта                                      | Звуковая карта Sound Blaster                        |
| Сеть                 | Интернет-соединение или LAN для игры в мультиплеер  | Интернет-соединение или LAN для игры в мультиплеер  |
| Устройства ввода     | Компьютерная клавиатура                             | Компьютерная клавиатура                             |

Как и Grand Theft Auto: London 1969, игра построена на игровом движке первой Grand Theft Auto, разработанного внутри компании DMA Design.
Некоторыми независимыми авторами, было создано стороннее программное обеспечение для ПК-версии Grand Theft Auto, позволяющее пользователям модифицировать игру. Одним из таких инструментов является программа GTACars. Эти инструменты вдохновили сообщество фанатов, которые в свою очередь создали большое количество собственных уникальных транспортных средств и уровней для игры. Другие инструменты, такие как M1 и Junction25 позволяли редактировать или создавать новые карты. При разработке дополнений GTA London, разработчиками из Rockstar Canada были использованы некоторые из этих инструментов, по лицензии на коммерческое использования.

## Музыка
Саундтрек и радиостанции в игре идентичные Grand Theft Auto: London 1969.

## Восприятие
Grand Theft Auto: London 1961 является самой малоизвестной игрой серии Grand Theft Auto, это обусловлено отсутствием какой-либо рекламной кампании, вследствие чего, почти все крупные игровые издания прохладно отнеслись к выходу дополнения. В то же время на официальном сайте GTA London, дополнению отведена лишь малозаметная ссылка.
По сравнению с оригинальной Grand Theft Auto и GTA: London 1969, игра известна своей высокой сложностью, в основном из-за очень жёстких временных ограничений, налагаемых во многих миссиях.